# Geneva Open

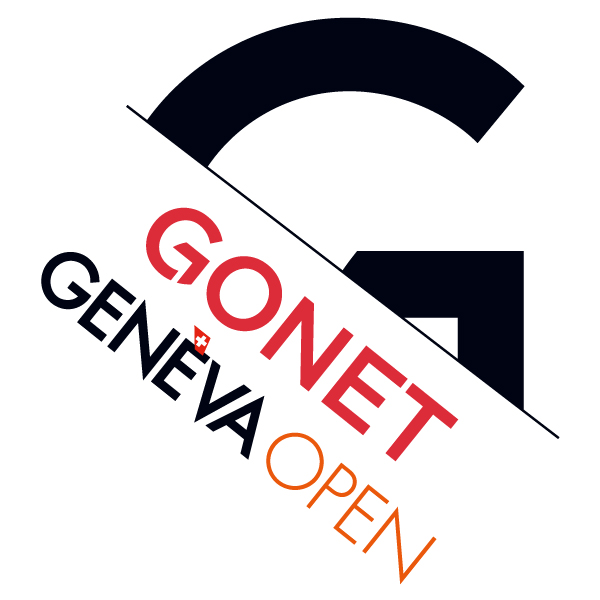
Logo della manifestazione

Il Geneva Open è un torneo di tennis maschile professionistico che fa parte dell'circuito maggiore nella categoria ATP Tour 250. Si gioca annualmente sui campi in terra rossa del TC Genève al Parc des Eaux-Vives di Ginevra, in Svizzera.

## Storia
Inaugurato nel 1980 al TC Genève del Parc des Eaux-Vives come parte del circuito Grand Prix, ebbe il nome sponsorizzato Barclay Open, si giocò fino al 1991 e fu poi dismesso. Si continuò invece a svolgere in città il Geneva Open Challenger, torneo che era stato fondato nel 1988 e che si svolse in altri impianti.
Il torneo del circuito maggiore venne ripristinato a Ginevra per merito degli ex tennisti Ion Tiriac e Rainer Schüttler, che erano diventati soci in affari e avevano in gestione il torneo ATP di Düsseldorf. Questo evento aveva registrato forti perdite nel 2013 e 2014 e fu così che ottennero il permesso di spostarlo a Ginevra nel 2015. Il torneo Challenger ginevrino divenne quindi un evento ATP e come sede fu scelto di tornare all'esclusivo impianto del TC Genève che aveva ospitato il torneo Grand Prix negli anni ottanta. L'edizione del 2020 non fu disputata a causa della pandemia di COVID-19.

## Albo d'oro

### Singolare
| Anno                                   | Vincitore                             | Finalista                             | Punteggio                             |
| -------------------------------------- | ------------------------------------- | ------------------------------------- | ------------------------------------- |
| Circuito Grand Prix (dal 1980 al 1991) |                                       |                                       |                                       |
| 1980                                   | Balázs Taróczy                        | Adriano Panatta                       | 6–3, 6–2                              |
| 1981                                   | Björn Borg                            | Tomáš Šmíd                            | 6–4, 6–3                              |
| 1982                                   | Mats Wilander (1)                     | Tomáš Šmíd                            | 7–5, 4–6, 6–4                         |
| 1983                                   | Mats Wilander (2)                     | Henrik Sundström                      | 3–6, 6–1, 6–3                         |
| 1984                                   | Aaron Krickstein                      | Henrik Sundström                      | 6(3)–7, 6–1, 6–4                      |
| 1985                                   | Tomáš Šmíd                            | Mats Wilander                         | 6–4, 6–4                              |
| 1986                                   | Henri Leconte                         | Thierry Tulasne                       | 7–5, 6–3                              |
| 1987                                   | Claudio Mezzadri                      | Tomáš Šmíd                            | 6–4, 7–5                              |
| 1988                                   | Marián Vajda                          | Kent Carlsson                         | 6–4, 6–4                              |
| 1989                                   | Marc Rosset                           | Guillermo Pérez Roldán                | 6–4, 7–5                              |
| 1990                                   | Horst Skoff                           | Sergi Bruguera                        | 7–6(8), 7–6(4)                        |
| 1991                                   | Thomas Muster                         | Horst Skoff                           | 6–2, 6–4                              |
| 1992- 2014                             | Torneo Challenger                     | Torneo Challenger                     | Torneo Challenger                     |
| Circuito ATP (dal 2015)                |                                       |                                       |                                       |
| 2015                                   | Thomaz Bellucci                       | João Sousa                            | 7–6(4), 6–4                           |
| 2016                                   | Stan Wawrinka (1)                     | Marin Čilić                           | 6–4, 7–6(11)                          |
| 2017                                   | Stan Wawrinka (2)                     | Miša Zverev                           | 4–6, 6–3, 6–3                         |
| 2018                                   | Márton Fucsovics                      | Peter Gojowczyk                       | 6–2, 6–2                              |
| 2019                                   | Alexander Zverev                      | Nicolás Jarry                         | 6–3, 3–6, 7–6(8)                      |
| 2020                                   | Annullato per pandemia di Coronavirus | Annullato per pandemia di Coronavirus | Annullato per pandemia di Coronavirus |
| 2021                                   | Casper Ruud (1)                       | Denis Shapovalov                      | 7–6(6), 6–4                           |
| 2022                                   | Casper Ruud (2)                       | João Sousa                            | 7–6(3), 4–6, 7–6(1)                   |
| 2023                                   | Nicolás Jarry                         | Grigor Dimitrov                       | 7–6(1), 6–1                           |
| 2024                                   | Casper Ruud (3)                       | Tomáš Macháč                          | 7–5, 6–3                              |
| 2025                                   | Novak Đoković                         | Hubert Hurkacz                        | 5–7, 7–6(2), 7–6(2)                   |

### Doppio
| Anno                                   | Vincitori                             | Finalisti                              | Punteggio                             |
| -------------------------------------- | ------------------------------------- | -------------------------------------- | ------------------------------------- |
| Circuito Grand Prix (dal 1980 al 1991) |                                       |                                        |                                       |
| 1980                                   | Željko Franulović Balázs Taróczy (1)  | Heinz Günthardt Markus Günthardt       | 6–4, 4–6, 6–4                         |
| 1981                                   | Heinz Günthardt Balázs Taróczy (2)    | Pavel Složil Tomáš Šmíd                | 6–4, 3–6, 6–2                         |
| 1982                                   | Pavel Složil Tomáš Šmíd (1)           | Carl Limberger Mike Myburg             | 6–4, 6–0                              |
| 1983                                   | Stanislav Birner Blaine Willenborg    | Joakim Nyström Mats Wilander           | 6–1, 2–6, 6–3                         |
| 1984                                   | Michael Mortensen Mats Wilander       | Libor Pimek Tomáš Šmíd                 | 6–1, 3–6, 7–5                         |
| 1985                                   | Sergio Casal Emilio Sánchez           | Carlos Kirmayr Cássio Motta            | 6–4, 4–6, 7–5                         |
| 1986                                   | Andreas Maurer Jörgen Windahl         | Gustavo Luza Gustavo Tiberti           | 6–4, 3–6, 6–4                         |
| 1987                                   | Ricardo Acioly Luiz Mattar            | Mansour Bahrami Diego Pérez            | 3–6, 6–4, 6–2                         |
| 1988                                   | Mansour Bahrami Tomáš Šmíd (2)        | Gustavo Luza Guillermo Pérez Roldán    | 6–4, 6–3                              |
| 1989                                   | Andrés Gómez Alberto Mancini          | Mansour Bahrami Guillermo Pérez Roldán | 6–3, 7–5                              |
| 1990                                   | Pablo Albano David Engel              | Neil Borwick David Lewis               | 6–3, 7–6                              |
| 1991                                   | Sergi Bruguera Marc Rosset            | Per Henricsson Ola Jonsson             | 3–6, 6–3, 6–2                         |
| 1992- 2014                             | Torneo Challenger                     | Torneo Challenger                      | Torneo Challenger                     |
| Circuito ATP (dal 2015)                |                                       |                                        |                                       |
| 2015                                   | Juan Sebastián Cabal Robert Farah     | Raven Klaasen Lu Yen-hsun              | 7–5, 4–6, [10–7]                      |
| 2016                                   | Steve Johnson Sam Querrey             | Raven Klaasen Rajeev Ram               | 6–4, 6–1                              |
| 2017                                   | Jean-Julien Rojer Horia Tecău         | Juan Sebastián Cabal Robert Farah      | 2–6, 7–6(9), [10–6]                   |
| 2018                                   | Oliver Marach (1) Mate Pavić (1)      | Ivan Dodig Rajeev Ram                  | 3–6, 7–6(3), [11–9]                   |
| 2019                                   | Oliver Marach (2) Mate Pavić (2)      | Matthew Ebden Robert Lindstedt         | 6–4, 6–4                              |
| 2020                                   | Annullato per pandemia di Coronavirus | Annullato per pandemia di Coronavirus  | Annullato per pandemia di Coronavirus |
| 2021                                   | John Peers Michael Venus (1)          | Simone Bolelli Máximo González         | 6–2, 7–5                              |
| 2022                                   | Nikola Mektić Mate Pavić (3)          | Pablo Andújar Matwé Middelkoop         | 2–6, 6–2, [10–3]                      |
| 2023                                   | Jamie Murray Michael Venus (2)        | Marcel Granollers Horacio Zeballos     | 7–6(6), 7–6(3)                        |
| 2024                                   | Marcelo Arévalo Mate Pavić (4)        | Lloyd Glasspool Jean-Julien Rojer      | 7–6(2), 7–5                           |
| 2025                                   | Fabien Reboul Sadio Doumbia           | Ariel Behar Joran Vliegen              | 6(4)-7, 6-4, [11-9]                   |